# Bruno Tanguy
Pour les articles homonymes, voir Tanguy.
 (janvier 2017).
Si vous disposez d'ouvrages ou d'articles de référence ou si vous connaissez des sites web de qualité traitant du thème abordé ici, merci de compléter l'article en donnant les références utiles à sa vérifiabilité et en les liant à la section « Notes et références ».
Bruno Tanguy est un acteur, dramaturge et metteur en scène français né à Brest le 8 octobre 1966,.

## Filmographie

### Web série
- 2012 : Armorik Sanguine (série web)

### Cinéma
- 2013 : Armor de Sacha Bodiroga
- 2023 : Mémé dans les orties de Aram Hekinian (Scénariste et Acteur) - Production Kick A Farce-Films
- 2024 : Contre vents et Marée noire de Anthony Santoro

## Théâtre

### Auteur
- Le Relais de l'âne Goutilli
- Cléo et Marco
- Brigandeaux and Co
- Jeu de djinn
- Gribouille
- La Truite et le Saumon
- Alice
- Je ne t'oublierai jamais
- Cabaret Isis
- Un week-end très tranquille
- Il était une fois... Et alors ?
- Roberta ou l'escapade Moldave
- La calomnie de la betterave
- Abby et moi ! (Habillez-moi !)
- Tétraèdre
- Departure
- Backstage
- Le maître du monde, la secrétaire dingo et le poisson rouge
- Les chats et la Souris
- Murder Game
- Mémé dans les orties
- Pause Céleste
- Pause Infernale
- Le bal des prétentieux
- Le tapis maudit
- L'illustre Théâtre
- Cinq femmes sous haute tension
- Blues Therapy

### Comédien et metteur en scène
- Un chapeau de paille d'Italie d'Eugene Labiche
- Caviar ou Lentilles de Giulio Scarnicci et Renzo Tarabusi
- Le Relais de l'âne Goutilli de Bruno Tanguy
- Cléo et Marco de Bruno Tanguy
- Brigandeaux and Co de Bruno Tanguy
- Gribouille de Bruno Tanguy
- Hortense a dit : « Je m'en fous ! » de Georges Feydeau
- Dormez, je le veux ! de Georges Feydeau
- La Chambre mandarine de Robert Thomas
- Les Copropriétaires de Gérard Darier
- Jour de soldes de Gérard Darier
- Burlingue de Gérard Levoyer
- Les Diablogues de Roland Dubillard
- Cabaret Isis de Bruno Tanguy
- Je ne t'oublierai jamais de Bruno Tanguy
- Drôles de ménages d'après Georges Feydeau
- Roberta ou l'escapade Moldave de Bruno Tanguy
- La calomnie de la betterave  de Bruno Tanguy
- Mémé dans les orties de Bruno Tanguy
- Rendez-vous avec Molière extraits de Molière

### Metteur en scène
- Il était une fois....Et Alors ? de Bruno Tanguy

### Comédien
- Calamity Jane de Jean-Noël Fenwick
- Chez la reine Isabeau de Sacha Guitry
- Villa à vendre de Sacha Guitry
- Le Voyage de Tchong-Li de Sacha Guitry
- Madame Angot du Citoyen Maillot
- Y a-t-il un citoyen dans la salle ? de Cyril Jarousseau
- Les copropriétaires de Gérard Darier
- Burlingue de Gérard Levoyer
- Week-End en ascenseur de Jean-Christophe Barc
- Drôles de ménages adaptation de pièces de Georges Feydeau